# UEFA 유로 2016 개최국 선정

UEFA 유로 2016 유치를 신청한 국가
프랑스
이탈리아
튀르키예

이 문서는 UEFA 유로 2016 개최국 선정 과정을 다룬다.

## 개최국 선정 기준
UEFA 유로 2016은 2개국 이상의 공동 유치가 가능하며 예외적인 경우에는 3개국의 공동 유치도 가능하다. UEFA 유로 2016 유치 과정은 2008년 12월 11일부터 시작되었다.
유럽 축구 연맹(UEFA)은 2008년 12월 11일에 UEFA 유로 2016 유치에 관한 기준을 공개했다. UEFA 유로 2016을 유치하려는 국가는 9개의 경기장이 필요하며 최소 3가지 조건을 갖추어야 한다.
- 수용 인원이 50,000명 이상인 경기장 2개
- 수용 인원이 40,000명 이상인 경기장 3개
- 수용 인원이 30,000명 이상인 경기장 4개

이러한 요구 사항은 UEFA가 2009년 7월 1일에 대회 유치를 신청한 국가들에게 보내는 서신에서 확인되었다. 해당 대회를 유치하려는 경기장은 2014년 6월 30일까지 준비된 상태여야 한다. 그 외에 요구 사항이 담긴 19개 부문, 유치 신청 국가에 과한 200개 이상의 질문이 제공되었다.

## 개최국 선정 일정
- 2008년 12월 15일: UEFA 유로 2016 유치 입후보 시작
- 2009년 3월 9일: UEFA 유로 2016 유치 입후보 마감
- 2009년 4월 3일: UEFA 유로 2016 유치 신청 국가 발표
- 2010년 2월 15일: UEFA 유로 2016 유치 신청과 관련된 세부 문서 제출
- 2010년 4월 7일 ~ 4월 15일: UEFA 유로 2016 유치 신청 국가 방문
- 2010년 5월 28일: UEFA 유로 2016 개최국 발표

## 입후보 상세 정보

### 프랑스
- 기존 경기장 개보수 계획
  - 생드니 - 스타드 드 프랑스 (수용 인원 81,338명)
  - 마르세유 - 스타드 벨로드롬 (수용 인원 60,013명, 70,000명을 수용할 수 있는 규모로 확장하려는 계획을 세웠음)
  - 랑스 - 스타드 펠릭스 볼라에르 (수용 인원 41,809명, 50,000명을 수용할 수 있는 규모로 확장하려는 계획을 세웠음)
  - 파리 - 파르크 데 프랭스 (수용 인원 48,713명)
  - 생테티엔 - 스타드 조프루아 기샤르 (수용 인원 35,616명, 42,000명을 수용할 수 있는 규모로 확장하려는 계획을 세웠음)
  - 툴루즈 - 스타드 뮈니시팔 (수용 인원 35,472명, 40,000명을 수용할 수 있는 규모로 확장하려는 계획을 세웠음)
  - 스트라스부르 - 스타드 드 라 메노 (수용 인원 29,320명, 36,000명을 수용할 수 있는 규모로 확장하려는 계획을 세웠음)
  - 낭시 - 스타드 마르셀 피코 (수용 인원 20,087명, 35,000명을 수용할 수 있는 규모로 확장하려는 계획을 세웠음)

- 신규 경기장 건립 계획
  - 리옹 - 파르크 올랭피크 리요네 (수용 인원 62,500명)
  - 빌뇌브다스크(릴) - 그랑 스타드 릴 메트로폴 (수용 인원 50,000명)
  - 보르도 - 스타드 샤방델마스를 대체할 새 경기장 (수용 인원 42,000명)
  - 니스 - 스타드 뒤 레를 대체할 새 경기장 (알리안츠 리비에라, 수용 인원 35,000명)

### 이탈리아
- 바리 - 스타디오 산 니콜라 (수용 인원 58,248명, 기존 경기장을 개보수하려는 계획을 세웠음)
- 칼리아리 - 스타디오 산텔리아 (수용 인원 23,486명, 칼리아리 칼초가 새 경기장 건립을 제안했음)
- 체세나 - 스타디오 디노 마누치 (수용 인원 23,860명, 기존 경기장을 개보수하려는 계획을 세웠음)
- 피렌체 - 스타디오 아르테미오 프란키 (수용 인원 47,282명, ACF 피오렌티나가 새 경기장 건립을 제안했음)
- 밀라노 - 스타디오 주세페 메아차 (수용 인원 80,074명)
- 나폴리 - 스타디오 산 파올로 (수용 인원 60,240명, 기존 경기장을 개보수하려는 계획을 세웠음)
- 팔레르모 - 스타디오 렌초 바르베라 (수용 인원 37,619명, US 치타 디 팔레르모가 새 경기장 건립을 제안했음)
- 파르마 - 스타디오 엔니오 타르디니 (수용 인원 28,700명, 기존 경기장을 개보수하려는 계획을 세웠음)
- 로마 - 스타디오 올림피코 (수용 인원 72,700명)
- 토리노 - 유벤투스 스타디움 (수용 인원 41,000명, 당시 공사 중이었음)
- 우디네 - 스타디오 프리울리 (수용 인원 41,652명, 기존 경기장을 개보수하려는 계획을 세웠음)
- 베로나 - 스타디오 마르칸토니오 벤테고디 (수용 인원 39,211명, 기존 경기장을 개보수하려는 계획을 세웠음)

### 튀르키예
- 주요 경기장
  - 앙카라 - 앙카라 5월 19일 경기장 (43,303명을 수용할 수 있는 규모로 건립하려는 계획을 세웠음)
  - 안탈리아 - 안탈리아 아레나 (44,331명을 수용할 수 있는 규모로 건립하려는 계획을 세웠음)
  - 부르사 - 팀사흐 아레나 (33,000명을 수용할 수 있는 규모로 건립하려는 계획을 세웠음)
  - 에스키셰히르 - 에스키셰히르 예니 아타튀르크 경기장 (37,072명을 수용할 수 있는 규모로 건립하려는 계획을 세웠음)
  - 이스탄불 - 아타튀르크 올림픽 스타디움 (수용 인원 76,092명)
  - 이스탄불 - 튀르크 텔레콤 아레나 (수용 인원 52,647명)
  - 이즈미르 - 새 이즈미르 경기장 (41,540명을 수용할 수 있는 규모로 건립하려는 계획을 세웠음)
  - 카이세리 - 카디르 하스 경기장 (수용 인원 33,296명)
  - 코니아 - 토르쿠 아레나 (37,000명을 수용할 수 있는 규모로 건립하려는 계획을 세웠음)

- 예비 경기장
  - 아다나 - 새 아다나 경기장 (30,000명을 수용할 수 있는 규모로 건립하려는 계획을 세웠음)
  - 트라브존 - 셰놀 귀네슈 스타디움 (40,000명을 수용할 수 있는 규모로 건립하려는 계획을 세웠음)
  - 샨리우르파 - 샨리우르파 GAP 경기장 (수용 인원 30,000명)

## 투표
UEFA 집행위원회는 2010년 5월 28일에 실시된 투표를 통해 프랑스를 UEFA 유로 2016 개최국으로 선정했다. 투표 결과는 다음과 같다.
| 개최국   | 1차 투표 | 2차 투표 | 결과 |
| -------- | -------- | -------- | ---- |
| 프랑스   | 43       | 7        | 선정 |
| 튀르키예 | 38       | 6        | -    |
| 이탈리아 | 23       | -        | -    |